# Amerigol Latam Cup 2018
Amerigol Latam Cup 2018 byl první ročník turnaje v ledním hokeji, který je určen pro týmy z amerického kontinentu a který navázal na čtyři ročníky Panamerického turnaje v ledním hokeji, který se konal v předchozích čtyřech letech. Zúčastnilo se pět týmů, přičemž Mexiko vyslalo "B" tým a pro Venezuelu to byla mezinárodní premiéra. Turnaj se hrál od 9. do 11. listopadu 2018 v hale Panthers IceDen v Coral Springs na Floridě ve Spojených státech amerických. Vítězství si připsali hráči Kolumbie před "B" výběrem Mexika a hráči Argentiny.

## Výsledky

### Základní skupina
|     |            | Kolumbie | Argentina | Mexiko "B" | Venezuela | Brazílie | V | R | P | VG | OG | B |
| SF1 | Kolumbie   | ***      | 5:0       | 9:1        | 10:1      | 3:0      | 4 | 0 | 0 | 27 | 2  | 8 |
| SF2 | Argentina  | 0:5      | ***       | 7:2        | 10:5      | 5:2      | 2 | 0 | 2 | 22 | 14 | 6 |
| SF2 | Mexiko "B" | 1:9      | 2:7       | ***        | 11:5      | 4:2      | 3 | 0 | 1 | 18 | 23 | 4 |
| SF1 | Venezuela  | 1:10     | 5:10      | 5:11       | ***       | 5:3      | 1 | 0 | 3 | 16 | 34 | 2 |
| 5.  | Brazílie   | 0:3      | 2:5       | 2:4        | 3:5       | ***      | 0 | 0 | 4 | 7  | 17 | 0 |

### Semifinále a finále

#### Semifinále
|  | SF1 | Kolumbie  | 10:0 | Venezuela  |
|  | SF2 | Argentina | 4:5  | Mexiko "B" |

#### Finále
|  | F | Kolumbie | 12:3 | Mexiko "B" |